# Kneria
Kneria is een geslacht van straalvinnige vissen uit de familie van de oorvissen (Kneriidae).

## Soorten
- Kneria angolensis Steindachner, 1866
- Kneria ansorgii (Boulenger, 1910)
- Kneria auriculata (Pellegrin, 1905)
- Kneria katangae Poll, 1976
- Kneria maydelli Ladiges & Voelker, 1961
- Kneria paucisquamata Poll & Stewart, 1975
- Kneria polli Trewavas, 1936
- Kneria ruaha Seegers, 1995
- Kneria rukwaensis Seegers, 1995
- Kneria sjolandersi Poll, 1967
- Kneria stappersii Boulenger, 1915
- Kneria uluguru Seegers, 1995
- Kneria wittei Poll, 1944